# Шиганакський рудник
Шиганакський рудник – гірничодобувне підприємство у Жамбилські області Казахстану, яке провадить розробку баритового родовища Шиганак. 
На початку 1990-х припинило видобуток уранової руди Східне рудоуправління, яке займалось  розробкою родовищ Бота-Бурум та Джусанди. Втім, його виробничий майданчик частково змогли задіяти у проекті з розробки Шиганакського родовища, яке знаходиться за вісім з половиною десятків кілометрів на північний захід. При цьому використали частину обладнання, рекультивований майданчик шахти «Капітальна», дробарний комплекс, будівлю збагачувальної фабрики у селищі Аксуєк (після проведення дезактивації), склад руди та ділянку завантаження. 
Розробка Шиганаку стартувала в 1995 році. Видобуток ведуть відкритим способом за допомогою кар’єрів №1 та №2, при цьому проектна річна потужність рудника становить 300 тисяч тон. В якийсь момоент кар’єр №2 тимчасово зупинили, оскільки наявна фабрика у Аксуєк не могла провадити повноцінну підготовку його руд. В 2010-му стала до ладу нова збагачувальна фабрика, що в подальшому дозволило знову ввести в дію кар’єр №2.
Станом на початок 2022 року залишкові запаси руди в межах існуючого контуру кар’єрів становили 5 млн тон, ще 7,9 млн тон знаходилось поза контурами. У відповідності до анонсованого в цей же період плану в 2031-му на заміну відпрацьованим кар’єрам №1 та №2 мають ввести в дію кар’єр №3 та шахту. Кінцев проектна глибина кар’єрів №1, №2 та №3 становить 128, 68 та 95 метрів відповідно.